# クッキータウン (オクラホマ州)
クッキータウン（英語: Cookietown）は、オクラホマ州コットン郡の非法人地域。郡庁所在地のウォルターズから南西へ道なりに15マイル未満の距離にあり、オクラホマ州道5A号線と国道277号線が交差する。人口は6人（2018年）。珍地名として知られる。
2024年4月25日、5人の住人は教会で会合を行い、町として法人化する方針を決めた。最初の町長としてDustin Baggsが選出された。

## 名前
名称は1928年頃に交差点付近にあった、マーヴィン・コーネリアス（Marvin Cornelius）がオーナーを務めていた店に由来する 。店長は子供たちにクッキーを配っていたことで知られている。
異説として、かつての店のオーナーが「クッキータウンUSA」と宣伝していたから、オーナーがテキサス州から来た家族の子供全員にクッキーを配ったところ子供が「クッキータウンから離れたくない」と言ったところ定着した、などがある。

## 宗教
街のユニオンバレーバプテスト教会の日曜日の集会にはランドレットなどからも信者がやってくるため、70人から90人ほどが集まるという。
2021年8月26日、60年間牧師を務めたArbuary Ritterが引退した。